# Jelena Andriejuk
Jelena Walentinowna Andriejuk, obecnie Czesnokowa (ros. Елена Валентиновна Андреюк (Чеснокова), ur. 23 listopada 1958 w Tule) – rosyjska siatkarka, reprezentantka Związku Radzieckiego, złota medalistka letnich igrzysk olimpijskich, medalistka mistrzostw Europy.

## Życiorys
Andriejuk grała w reprezentacji Związku Radzieckiego w latach 1979-1980. Zdobyła złoty medal podczas mistrzostw Europy 1979 we Francji. Wystąpiła na igrzyskach olimpijskich 1980 w Moskwie. Zagrała wówczas w jednym z trzech meczów fazy grupowej oraz w meczu półfinałowym. W końcowym rezultacie reprezentantki ZSRR zdobyły złote medale po zwycięskim finale nad reprezentacją NRD.
Była zawodniczką klubu Urałoczka Swierdłowsk między 1976 a 1988. Z tym zespołem w mistrzostwach ZSRR siedmiokrotnie zdobywała mistrzostwo w latach 1978–1981 i 1986–1988, wicemistrzostwo w 1984 i 1985 oraz zajęła 3. miejsce w 1977. Zwyciężyła również w pucharze ZSRR w 1986 i 1987. Dwukrotnie tryumfowała w Pucharze Europy Mistrzyń Krajowych w 1981 i 1987. Karierę sportową zakończyła w 1988.
Za osiągnięcia sportowe w 1989 została wyróżniona tytułem Zasłużony Mistrz Sportu ZSRR.